# Список аеропортів Кіпру
Список аеропортів Кіпру, упорядкований за типом.

## Аеропорти
| Назва              | Локація            | Юрисдикція         | Код ICAO | Код IATA | Тип                    | Пасажири         | Примітки            |
| ------------------ | ------------------ | ------------------ | -------- | -------- | ---------------------- | ---------------- | ------------------- |
| Ларнака            | Ларнака            | Кіпр               | LCLK     | LCA      | Цивільний              | 7,734,290 (2017) |                     |
| Пафос              | Пафос              | Кіпр               | LCPH     | PFO      | Цивільний і військовий | 2,518,169 (2017) |                     |
| Нікосія            | Нікосія            | Зелена лінія       | LCNC     | NIC      | Цивільний              |                  | Не використовується |
| Lakatamia Air Base | Лакатамія          | ROC                |          |          | Military               |                  |                     |
| Ерджан             | Тімбу              | Північний Кіпр     | LCEN     | ECN      | Public                 | 3,962,541 (2017) |                     |
| Лефконіко          | Лефконіко          | Північний Кіпр     | LCGK     | GEC      | Military               |                  |                     |
| Ілкер              | Кіренія            | Північний Кіпр     |          |          | Військовий             |                  |                     |
| Акротирі           | Акротирі і Декелія | Акротирі і Декелія | LCRA     | AKT      | Військовий             |                  |                     |
| Кінгсфілд          | Декелія            | SBA                | LCRE     | KIN      | Військовий             |                  |                     |